# Miguel Aceval
Miguel Ángel Aceval Muñoz (* 8. Januar 1983 in Santiago de Chile) ist ein ehemaliger chilenischer Fußballspieler. Der Abwehrspieler gewann vier Meistertitel und bestritt neun Länderspiele für Chile.

## Karriere

### Verein
Miguel Aceval spielte in der Jugend des CSD Colo-Colo und debütierte im August 2001 gegen den CD Huachipato in der Primera División. Mit den Albos gewann der Innenverteidiger vier Meisterschaften, darunter die Apertura-Meisterschaft 2006. Im Finalspiel gegen Erzrivale CF Universidad de Chile gewann Colo-Colo im Elfmeterschießen mit Aceval als letztem Schützen. Für die Apertura 2007 wechselte Aceval auf Leihbasis zum CD O’Higgins, kehrte dann zu Colo-Colo für die Clausura zurück.
2008 verließ Aceval endgültig die Albos und wechselte zum CD Huachipato, blieb dort aber nur ein Jahr und kam in die Hauptstadt zurück, wo er für Unión Española auflief. 2011 ging er zu Universidad  de Concepción. 2012 versuchte der Chilene sein Glück in der MLS beim kanadischen Klub Toronto FC. Dort gewann er zwar die Meisterschaft 2012, absolvierte aber nur fünf Ligaspiele für den Klub. Im Halbfinale der CONCACAF Champions League 2011/12 gegen Santos Laguna aus Mexiko erzielte Aceval ein Freistoßtor, jedoch gelang Toronto nicht der Einzug ins Finale.
Zur Clausura 2012 kam Aceval zu Huachipato zurück und gewann mit dem Klub aus Talcahuano die Meisterschaft im Elfmeterschießen gegen seinen früheren Verein Unión Española, obwohl er selbst den ersten Elfmeter vergab. Für Huachipato war es der erst zweite Meistertitel der Vereinsgeschichte. Nach diesem Erfolg spielte Aceval noch ein Jahr bei dem Klub und wechselte dann zu CDP Curicó Unido und Mitte 2015 zu Deportes Temuco.
Mit Temuco gewann Aceval die Primera B 2015/16 und stieg in die höchste Spielklasse Chiles auf. Mit dem Klub spielte er noch auf höchstem Niveau, bis Temuco als Vorletzter der Saison 2018 wieder den Gang in die Primera B antreten musste. Aceval verließ daraufhin den Absteiger. Seine Karriere beendete Aceval 2019 bei San Antonio Unido in der drittklassigen Segunda División. Das letzte halbe Jahr spielte er gemeinsam mit seinem früheren Teamkollegen Humberto Suazo.

### Nationalmannschaft
Miguel Aceval debütierte für Chile im September 2011 unter Claudio Borghi beim Freundschaftsspiel gegen Mexiko im spanischen Cornellà de Llobregat. Die 0:1-Niederlage, bei der er das komplette Spiel absolvierte, war das einzige A-Länderspiel Acevals.
Mit der U20-Nationalmannschaft nahm Aceval an der U20-Südamerikameisterschaft 2003 in Uruguay teil und absolvierte vier Turnierspiele. Chile schied in der Gruppenphase aus.

## Erfolge
Colo-Colo
- Chilenischer Meister: 2002-C, 2006-A, 2006-C, 2007-C

Toronto FC
- Kanadischer Meister: 2012

Huachipato
- Chilenischer Meister: 2012-C

Deportes Temuco
- Chilenischer Zweitliga-Meister: 2015/16